# Bangkok Bank Football Club
El Bangkok Bank FC fue un equipo de fútbol de Tailandia que militó en la Liga Premier de Tailandia, la liga de fútbol más importante del país.

## Historia
Fue fundado en el año 1955 en la capital Bangkok. Fue uno de los equipos más exitosos de Tailandia, fue el primer campeón bajo el formato de Liga Premier, el primer equipo del país en jugar un torneo internacional, ganador de un Torneo de Liga Premier y ganador de más de 20 torneos de copa locales.
A nivel internacional participó en 11 torneos continentales, donde su mejor participación fue en la Recopa de la AFC del año 2000, donde llegó hasta las Semifinales.
El equipo desapareció en el año 2008 luego de que descendieran de la Liga Premier de Tailandia.

## Palmarés
- Liga Premier de Tailandia: 1

1997
- Copa FA de Tailandia: 3

1980, 1981, 1998
- Copa de la Liga de Tailandia: 3

1988
- Copa Kor Royal : 7

1964, 1965, 1966, 1981, 1984, 1986, 1994
- Copa de la Reina de Tailandia: 3

1970, 1983, 2000

## Participación en competiciones de la AFC
- Copa de Clubes de Asia: 10 apariciones

| 1967 - Cuartos de final 1969 - Fase de grupos 1971 - Fase de grupos 1986 - Fase de grupos | 1988 - Fase de grupos 1991 - Ronda clasificatoria 1992 - Fase de grupos | 1995 - Segunda ronda 1996 - Primera ronda 1998 - Primera ronda |

- Recopa de la AFC: 1 aparición

2000 - Semifinales

## Récord Histórico en Torneos Continetales
| Club         | J  | G  | E | P  | GF | GC | GD | PTS |
| ------------ | -- | -- | - | -- | -- | -- | -- | --- |
| Bangkok Bank | 33 | 14 | 6 | 13 | 49 | 45 | 4  | 48  |

### Resultados en Asia
| Temporada | Local        | Marcador | Visita                |
| --------- | ------------ | -------- | --------------------- |
| 1967      | Bangkok Bank | 0-1      | South China           |
|           | Bangkok Bank | 2-0      | South China           |
|           | Bangkok Bank | 0-1      | Selangor FA           |
|           | Bangkok Bank | 0-0      | Selangor FA           |
| 1969      | Bangkok Bank | 1-1      | Vietnam Police        |
|           | Bangkok Bank | 1-1      | Mysore State          |
|           | Bangkok Bank | 0-1      | Yangzee FC            |
|           | Bangkok Bank | 4-0      | Manila Lions          |
| 1971      | Bangkok Bank | 2-0      | FC Punjab Police      |
|           | Bangkok Bank | 0-2      | Al-Shorta             |
|           | Bangkok Bank | 1-4      | Maccabi Tel Aviv      |
| 1986      | Bangkok Bank | 2-0      | Tiong Bahru CSC       |
|           | Bangkok Bank | 1-1      | Tiga Berlian          |
|           | Bangkok Bank | 5-1      | Malacca FA            |
|           | Bangkok Bank | 2-0      | ADP FC                |
|           | Bangkok Bank | 1-0      | Tiga Berlian          |
|           | Bangkok Bank | 1-0      | Tiga Berlian          |
|           | Bangkok Bank | 1-3      | Daewoo Royals         |
|           | Bangkok Bank | 0-3      | Al-Ittihad            |
| 1988      | Bangkok Bank | 0-0      | Sri Lanka Air Force   |
|           | Bangkok Bank | 7-0      | Victory SC            |
|           | Bangkok Bank | 0-4      | Al-Hilal              |
|           | Bangkok Bank | 1-6      | Al Rasheed            |
| 1991      | Bangkok Bank | 1-2      | Pelita Jaya           |
|           | Bangkok Bank | 2-1      | Geylang International |
| 1995      | Bangkok Bank | 4-3      | Club Valencia         |
|           | Bangkok Bank | 5-2      | Club Valencia         |
|           | Bangkok Bank | 1-4      | Liaoning FC           |
|           | Bangkok Bank | 1-0      | Liaoning FC           |
| 1996      | Bangkok Bank | 0-2      | Persib Bandung        |
|           | Bangkok Bank | 1-0      | Persib Bandung        |
| 1998      | Bangkok Bank | 2-4      | Dalian Wanda          |
| 1998      | Bangkok Bank | 0-0      | Dalian Wanda          |

## Entrenadores 1990-2008
| Nombre                | País      | Periodo         | Logros                                                                    |
| --------------------- | --------- | --------------- | ------------------------------------------------------------------------- |
| Chatchai Paholpat     | Tailandia | 1990-1992       |                                                                           |
| Withaya Laohakul      | Tailandia | 1995-1997       | Liga Premier de Tailandia (1996/97)                                       |
| Chalermwoot Sa-Ngapol | Tailandia | 1999-2000       | Copa FA (1999) Copa de la Reina (2000) Recopa de la AFC(2000) Semifinales |
| Wisoon Wichaya        | Tailandia | 2001/02         |                                                                           |
| Chalermwoot Sa-Ngapol | Tailandia | 2002/03-2004/05 |                                                                           |
| Anant Amornkiat       | Tailandia | 2006-2007       |                                                                           |
| Apiruck Sriaroon      | Tailandia | 2007            |                                                                           |
| Wisoon Wichaya        | Tailandia | 2008            |                                                                           |

## Jugadores destacados
| - Watcharapong Somcit - Krongphol Daoruang - Bamrung Boonprom - Apichart Thaweechalermdit - Jakkapan Panpee - Manit Noywech | - Beckenbao Seir-In - Anucha Kitpongsri - Nakarin Fuplook - Kampee Pintakoon - Sivaruck Tedsungnoen - Preecha Chaokla | - Ekaphan Inthasen - Thanongsak Panpipat - Anusorn Srichaluang - Wisarut Pannasri - Scott Irving |